# تاريخ الفكر التطوري
الفكر التطوري هو الاعتقاد بأن الأنواع تتغير مع الوقت، له جذور في العصور القديمة، وله وجود في الفكر اليوناني، والروماني، والصيني. وعلى كل، فقد كان التفكير البيولوجي الغربي حتى القرن 18 يقوم على الجوهرية، أي الاعتقاد بأن كل الأنواع الخصائص الجوهرية غير قابلة للتغيير. بدأ هذا المفهوم بالتغير خلال عصر التنوير عندما انتقلت أفكار علم الكونيات التطوري والفلسفة الميكانيكية من العلوم الفيزيائية إلى علوم تاريخ الطبيعة. بدأ علماء الطبيعة بالتركيز على تنوع الكائنات؛ مع ظهور علم الإحاثة ومفهوم الانقراض لتقويض النظرة الثابتة للطبيعة.في القرن 19، قام جان-باتيست لامارك بوضع نظريته تحول الأنواع، أولى النظريات العلمية الكاملة للتطور.
في عام 1858، نشر تشارلز داروين وألفرد راسل والاس نظرية جديدة للتطور تم شرح تفاصيلها في كتاب داروين أصل الأنواع (1859). على عكس لامارك، اقترح داروين سلف مشترك وفروع لشجرة الحياة. تقوم النظرية على فكرة الاصطفاء الطبيعي، وقد لخصت مجموعة من الأدلة من تربية الحيوانات، الجغرافيا الحيوية، والجيولوجيا، وعلم التشكل، وعلم الأجنة.
بداية نظرية داروين حدثت خلال فترة ناشطة بشكل مكثف والتي بدأت عندما عاد تشارلز داروين من رحلة مسح للبيجل، مع سمعته باعتباره أحد هواة جمع الحفريات والجيولوجيا التي أنشئت بالفعل.وقد اعطي ترخيص من والده ليصبح عالم طبيعة بدلا من رجل دين، وكانت أولى مهامه لإيجاد خبراء مناسبين لوصف مجموعته، اسرف في كتابة مجلاته وملاحظاته، وقدم اوراق على اكتشافاته إلى الجمعية الجيولوجية في لندن.
أدى الجدل حول أعمال داروين لقبول سريع للمفهوم العام للتطور، لكن الآلية المحددة التي اقترحها، الاصطفاء الطبيعي، لم تلق قبولا إلى أن تم بعث الفكرة بالتطورات التي حدثت في علم الأحياء خلال أعوام 1920 إلى عقود 1940. وقبل ذاك الوقت تجادل العلماء حول العوامل الأخرى المسببة للتطور. اقترحت العديد من البدائل خلال كسوف الداروينية منها وراثة الخصائص المكتسبة (اللاماركية الجديدة)، أي تحرك غريزي للتغيير (تطور تدريجي)، وطفرات كبيرة مفاجئة (تطفر). مع تجميع الاصطفاء الطبيعي وعلم الوراثة المندلية في أعوام 1920 وأعوام 1930 أوجد هذان العلمان علم وراثة السكان. وفي أعوام 1930 وأعوام 1940، أصبحت الوراثة السكانية متكاملة مع باقي العلوم الأحيائية الأخرى، منتجة تطبيق تطوري واسع النطاق ويستخدم في علم الأحياء بشكل كبير (الداورينية الجديدة المركبة).
بعد تأسيس الأحياء التطوريّة، ازدهرت الدراسات حول الطفرات الوراثيّة والتنوُّع الوراثيّ في الجماعات الطبيعيّة، بالإضافة إلى الجغرافيا الحيويّة والنظاميّات، مما أدى إلى نماذج سببيّة ورياضياتيّة مُعقَّدة عن التطور. سمح علم الإحاثة والتشريح المقارن بتركيبات أكثر تفصيلًا للتاريخ التطوريّ للحياة. بعد صعود علم الوراثة الجزيئيّة في خمسينات القرن الماضي، ازدهر علم التطور الجزيئيّ بناءً على تتابعات البروتين والاختبارات المناعيّة، التي دمجت لاحقًا دراسات الدنا والحمض النووي الريبوزي. ظهرت النظرة المتمركزة حول الجين للتطور إلى النور في ستينات القرن الماضي، ثم تبعتها النظريّة المحايدة عن التطور الجزيئيّ، مما أدى لنشوء مناظرات حول التكيفيّة، وحدة الانتقاء الطبيعيّ، والأهميّة النسبيّة للانحراف الوراثيّ بالمقارنة مع الانتقاء الطبيعيّ كأسباب للتطور. في نهاية القرن العشرين، أدى تسلسل الحمض النوويّ إلى علم الوراثة العرقيّة الجزيئيّة/الفيلوجينيّة الجزيئيّة وإعادة تنظيم شجرة الحياة إلى نظام النطاقات الثلاث على يد كارل ووز. علاوة على ذلك، قدَّمت العوامل الجديدة عن النشوء التعايشيّ والنقل الجينيّ الأفقي المزيد من التعقيد إلى النظرية التطوريّة. كان للاكتشافات في الأحياء التطوريّة أثر كبير على الفروع التقليديّة للأحياء بالإضافة إلى المجالات الأكاديميّة الأخرى مثل علم الإنسان وعلم النفس وعلى المجتمع بصورة عامة.

## العصر القديم

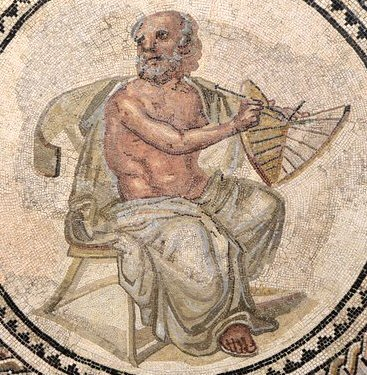
فسيفساء أناكسيماندر.

### اليونان
ناقش العديد من الفلاسفة اليونان أفكار التي تتضمن تغير الكائنات الحية على مر الزمان. الفيلسوف اليوناني أناكسيماندر أقترح أن الحيوانات الأولى عاشت في الماء وإن حيوانات اليابسة تولدت منها. وكتب الفيلسوف اليوناني إيمبيدوكليس عن نشوء الحياة دون الحاجة إلى قوى ما فوق الطبيعة، واقترح أن التكيف لا يحتاج إلى منظم أو سبب نهائي.

### الصين
عرضت فكرة التطور على يد قدماء فلاسفة الصين أمثال جوانكتسو، وهو فيلسوف صيني عاش في القرن الرابع قبل الميلاد. وبالنسبة لجوزيف نيدهام، فإن الطاوية تنكر ثبوت الأنواع الحية وتكهن الفلاسفة الطاويين أن الأنواع الحية قد اختلفت نتيجة لاستجابتها للحالات البيئية المختلفة. وينظر للبشر، والطبيعة والسماء على في حالة «تحول ثابت» وهذا ما يعرف باسم التاو.

### القديس أوغسطين
في طريق الفكر اليوناني، كتب عالم الإلهيات الأسقف أوغسطين عن أنه يجب أن لا تقرأ قصة الخلق في سفر التكوين بشكل حرفيّ. في كتابه (باللاتينية: De Genesi ad litteram)، ذكر أنه في بعض الحالات قد تظهر الكائنات عن طريق «انحلال» أنواع الحياة السابقة. بالنسبة لأوغسطين، «النباتات، والطيور، والحيوانات ليست كاملة... لكن أنشئت في حالة من الإمكانية»، على عكس ما اعتبره أشكال لاهوتية كاملة من الملائكة، والسماء، والروح البشرية. فكرة أوغسطين في أن الحياة تحولت «ببطء مع مرور الوقت» دفعت الأب جوزيبي تنزيلا-نيتي، أستاذ اللاهوت في الجامعة البابوية للصليب المقدس في روما، إلى الاعتقاد بأن أوغسطين أقترح شكلا من أشكال التطور.

## العصور الوسطى

### الفلسفة الإسلامية وصراع البقاء
هناك رأيان: أولهم من يرى أن الفلاسفة المسلمون تحدثوا وتنبئوا عن الأفكار التطورية قبل العلم الحديث، وفي المقابل هناك رأي مغاير لذلك يرى أن الكلام عن أن الفلسفة الإسلامية أيدت التطور الدارويني ما هو إلا تفسيرات خاطئة لأراء الفلاسفة المسلمين.
الرأي الأول
مع إن الأفكار التطورية عند اليونان والرومان قد انتهت في أوروبا بعد سقوط الإمبراطورية الرومانية، إلا أنها لم تنتهِ عند الفلاسفة والعلماء المسلمين. في العصر الذهبي للإسلام، تم استكشاف الأفكار التطورية المبكرة على يد العلماء المسلمين. هذه الأفكار لم تناقش فكرة تحول النوع الحي إلى آخر بل والتحول من غير الحي إلى الحي: «من معدن إلى نبات، ومن نبات إلى حيوان، ومن حيوان إلى إنسان».
كان الجاحظ أول أحيائي وفيلسوف مسلم يتكهن بالتطور تفصيليا في القرن التاسع للميلاد. في كتابه الحيوان، أخذ بعين الاعتبار التأثيرات البيئية على فرص الحيوان للبقاء، ووصف الصراع من أجل البقاء، وكتب الجاحظ أيضا عن سلاسل الغذاء. يعتبر تكهن الجاحظ عن تأثير البيئة على الحيوانات طورت نوع مبكر من نظريات التطور. ووصف الصراع من أجل البقاء حيث توقع فيه الاصطفاء الطبيعي.
كتاب ابن مسكويه الفوز الأصغر ورسائل إخوان الصفا وضعت بها فكرة في كيفية تطور الأنواع: من مادة إلى بخار ومن ثم إلى ماء، ومن ثم معدن إلى نبات، ومن نبات إلى حيوان، ومن الحيوان تأتي القردة العليا، وفي النهاية، الإنسان.
الرأي الآخر
في المقابل هناك من يرى إن علماء المسلمين تحدثوا فقط عن ترتيب الكائنات (النبات بدرجاته، الحيوان بدرجاته، الإنسان المدرك، الملائكة) حسب أهميتها وأفضليتها، وليس أنهم تحدثوا عن التطور، فالتطور بمعناه الدرويني غير وارد أصلا، ولا يمكن أن نفهم من نصوصهم تلك هذا المعنى الذي فهمه التطوريون، وعلم التصنيف فرع من علم الأحياء يعنى بتقسيم الكائنات الحية ودرجتها، وقد أسهم العلماء المسلمون في تصنيف الكائنات الحية، كالجاحظ في كتابه الحيوان، والدميري في كتاب حياة الحيوان الكبرى، وابن البيطار وغيرهم وهنا بعض تلك النصوص الذي إستخدمها التطوريون لإثبات نظرياتهم:
- مسكويه: هذا نص يقول فيه: «فأما اتصال الموجودات التي نقول أن الحكمة سارية فيها حتى إذا أوجدتها وأظهرت التدبير المتقن من قِبَل الواحد الحق في جميعها، حتى اتصل آخر كل نوع بأول نوع آخر، فسار كالسلك الواحد الذي ينظم خرزاً كثيراً على تأليف صحيح، وحتى جاء من الجميع عقد واحد».
في هذا النص يصف مسكويه أصناف الكائنات وترتيبها على بعضها، فشبهها بعقد الخرز مصفوف ليكون منظومة واحدة.
- إخوان الصفا: وقد جاء في رسائلهم: «تركبت على طول الزمان أنواع التراكيب، فالمعادن أشرف تركيبا في الأركان الأربع والنبات أشرف تركيبا من المعادن والحيوان أشرف تركيا من النبات، والإنسان أشرف تركيبا من جميع الحيوان».
وفيها أيضا: «آخر مرتبة النبات متصلة بأول مرتبة الحيوانية، وآخر مرتبة الحيوانية متصل بأول مرتبة الإنسانية، وآخر مرتبة الإنسانية متصل بأول مرتبة الملائكة».
فلماذا لا يذكر التطوريون صنف الملائكة؟ حيث نجد في النص السابق ما يوحي -بنفس منطقهم وفهمهم- أن الملائكة تطورت عن الإنسان.
- ابن سينا: حيث يقول في كتابه الإشارات والتنبيهات: «ما يحدث في عالمنا، إنما يجب عنه بمعاضدة الأفلاك. فالأفلاك تتحرك تحركا شرقيا فيلزم من قرب الكواكب وبعدها، خصوصا الشمس: الحرارة والبرودة، فتحدث الأبخرة والأدفئة وتتصاعد منها وتحدث منها الآثار العلوية وما يبقى في الأرض إذا لم يجد نفعا ووجد امتزاجا تحصل منه المعادن وإن وجد امتزاجا أكثر يحدث النبات وإن وجد امتزاجا أخر يحصل الحيوان غير الناطق وإن وجد امتزاجا آخر وأحسن وأعدل يحدث الإنسان.». فابن سينا هنا يتحدث عن امتزاج العناصر الأرضية، فبامتزاجها تتكون المعادن ثم بامتزاجها أكثر (أي العناصر) يكون النبات، ثم بامتزاج آخر لــ (العناصر) يكون الحيوان، ثم إن كان امتزاج أحسن لـتلك (العناصر) يكون الإنسان. وليس يفهم منها امتزاج تلك المتحصلات وإنما المقصود هو امتزاج تلك العناصر الأرضية، فابن سينا هنا يقول بالأصل الأرضي لكل الكائنات ولا يفهم منه أنه يقول بالتطور.
- الجاحظ: في كتاب الحيوان يقول: «إن المادة الواحدة مكونة من عناصر كثيرة تكمن فيها، فإذا ظهر عنصر واحد من هذه العناصر أمام أنظارنا، فهذا يعني سيطرته على العناصر الأخرى وتغلبه عليها». هذا النص يفهم منه أن الجاحظ يتكلم عن العناصر المكونة للمادة وإذا سيطر عنصر كان هو السيمة البارزة للمادة، فهذه محاولة لتوجيه النص إلى ما يفيد التطور دون أن يقصد صاحب النص ذلك.
ابن خلدون: وهو أهم نص من النصوص القديمة التي يستندون عليها من خلال فقرة منزوعة من السياق حيث يقول في كتاب المقدمة: «ثم انظر إلى عالم التكوين كيف ابتدأ من المعادن ثم النبات ثم الحيوان على هيئة بديعة من التدريج. آخر أفق المعادن متصل بأول أفق النبات مثل الحشائش، وما لا بذر له، وآخر أفق النبات مثل النخل والكرم متصل بأول أفق الحيوان مثل الحلزون والصدف، ولم يوجد لهما إلا قوة اللمس فقط ومعنى الاتصال في هذه المكونات أن آخر أفق منها مستعد بالاستعداد الغريب لأن يصير أول أفق الذي بعده. واتسع عالم الحيوان وتعددت أنواعه، وانتهى في تدريج التكوين إلى الإنسان صاحب الفكر والروية، ترتفع إليه من عالم القردة الذي اجتمع فيه الحس والإدراك، ولم ينته إلى الروية والفكر بالفعل، وكان ذلك أول أفق من الإنسان بعده. وهذا غاية شهودنا.». إنتهى النص.
فهذا النص وحده لا يسعف التطوريين فكيف إذا أعدناه إلى سياق كلام ابن خلدون كله، إذ يقول: "اعلم أرشدنا الله وإياك، أنا نشاهد هذا العالم بما فيه من المخلوقات كلها على هيئة من الترتيب والإحكام، وربط الأسباب بالمسببات، واتصال الأكوان بالأكوان، واستحالة بعض الموجودات إلى بعض، لا تنقضي عجائبه في ذلك ولا تنتهي غاياته.
وأبدأ من ذلك بالعالم المحسوس الجثماني. وأولاً عالم العناصر المشاهدة كيف تدرج صاعداً من الأرض إلى الماء ثم إلى الهواء ثم إلى النار متصلاً بعضها ببعض. وكل واحد منها مستعد إلى أن يستحيل إلى ما يليه صاعداً وهابطاً، ويستحيل بعض الأوقات.
ثم انظر إلى عالم التكوين كيف ابتدأ من المعادن ثم النبات ثم الحيوان على هيئة بديعة من التدريج. آخر أفق المعادن متصل بأول أفق النبات مثل الحشائش، وما لا بذر له، وآخر أفق النبات مثل النخل والكرم متصل بأول أفق الحيوان مثل الحلزون والصدف، ولم يوجد لهما إلا قوة اللمس فقط ومعنى الاتصال في هذه المكونات أن آخر أفق منها مستعد بالاستعداد الغريب لأن يصير أول أفق الذي بعده. واتسع عالم الحيوان وتعددت أنواعه، وانتهى في تدريج التكوين إلى الإنسان صاحب الفكر والروية، ترتفع إليه من عالم القردة الذي اجتمع فيه الحس والإدراك، ولم ينته إلى الروية والفكر بالفعل، وكان ذلك أول أفق من الإنسان بعده. وهذا غاية شهودنا.
ثم إنا نجد في العوالم على اختلافها آثاراً متنوعة: ففي عالم الحس آثار من حركات الأفلاك والعناصر، وفي عالم التكوين آثار من حركة النمو والإدراك، تشهد كلها بأن لها مؤثراً مبايناً للأجسام. فهو روحاني ويتصل بالمكونات لوجود اتصال هذا العالم في وجودها، وذلك هو النفس المدركة والمحركة. ولا بد فوقها من وجود آخر يعطيها الإدراك والحركة، ويتصل بها أيضاً، ويكون ذاته إدراكاً صرفاً وتعقلاً محضاً، وهو عالم الملائكة. فوجب من ذلك أن يكون للنفس استعداد للانسلاخ من البشرية إلى الملكية لتصير بالفعل من جنس الملائكة وقتاً من الأوقات في لمحة من اللمحات، وذلك بعد أن تكمل ذاتها الروحانية بالفعل كما نذكره بعد، ويكون لها اتصال بالأفق الذي بعدها، شأن الموجودات المرتبة كما قدمناه.".
أنظر السياق الذي ورد فيه النص كيف يخرج عن المعنى الذي أوردوه، وهذا ليس من البحث العلمي في شئ، فالبحث العلمي يقتضي البحث عن الحقيقة والإيمان بها كما هي.
كل تأويل لهذه النصوص إلى ما يفيد القول بالتطور فهو تأويل فاسد، وكل كلام ينسب لهؤلاء المفكرين قولهم بنظرية التطور فهو كلام فارغ لا أساس له من الصحة.

### الفلسفة المسيحية وسلسلة الخلق العظيمة

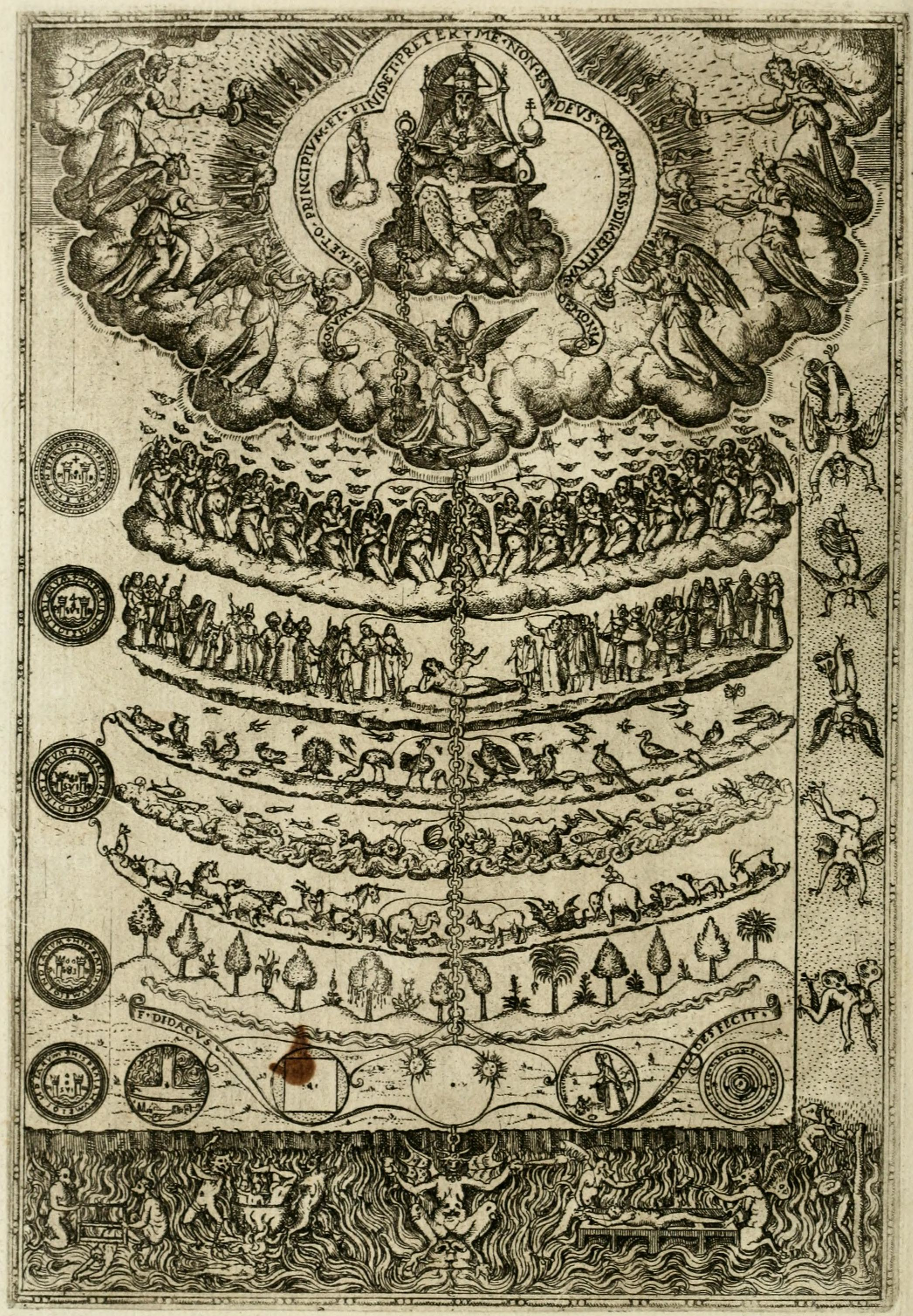
رسم لسلسلة الخلق العظيمة أو السلم الطبيعي بيد دييغو فالدس

خلال العصور الوسطى المبكرة، ضاعت التعاليم اليونانية القديمة في الغرب. ومع ذلك، أدى التواصل مع العالم الإسلامي، حيث كانت محفوظة وذات توسع، إلى موجة هائلة للترجمة إلى اللاتينية خلال القرن ال12 للميلاد. تمت إعادة التعريف بأعمال أفلاطون وأرسطو، وكذلك بالفكر الإسلامي. مفكرو المذهب المدرسي، وتحديدا آبلار وتوماس الأكويني، جمعوا بين تصنيف أرسطو مع أفكار أفلاطون حول طيبة الله، وأن جميع أشكال الحياة تظهر بهيئة كاملة، لتنظيم جميع الجمادات، والأحياء، والكائنات الروحية وهذه تؤول إلى منظومة ضخمة مترابطة: السلم الطبيعي (باللاتينية: scala naturæ)، أو سلسلة الخلق العظيمة.
في هذا النظام، كل شيء في الوجود يمكن ترتيبه، من «الأدنى» إلى «الأعلى»، مع جهنم في الأسفل والرب في الأعلى، أسفل الرب يوجد تسلسل هرمي ملائكي معلم بمدارات الكواكب، ويقع البشر في الوسط، والديدان أسفل الحيوانات. وتكون السلسلة العظيمة كاملة بكمال الكون. لم تكن هناك أي روابط فارغة في السلسلة، ولم يمثل أي رابط بأكثر من نوع واحد. بهذا تكون لا تستطيع الأنواع أن تتحرك من مكان إلى آخر. وهكذا، في النسخة المسيحية من نظرية أفلاطون عن الكون الكامل، فإن الأنواع لا تتغير، ولكنها تظل للأبد ثابتة، وفقا لنص سفر التكوين. بالنسبة للبشر فإن نسيان موقعهم يعتبر خطيئة، سواء تصرفوا مثل الحيوانات الأدنى أو تتطلعوا إلى مكان أعلى من المكان الذي وضعه لهم خالقهم.

## عصر النهضة

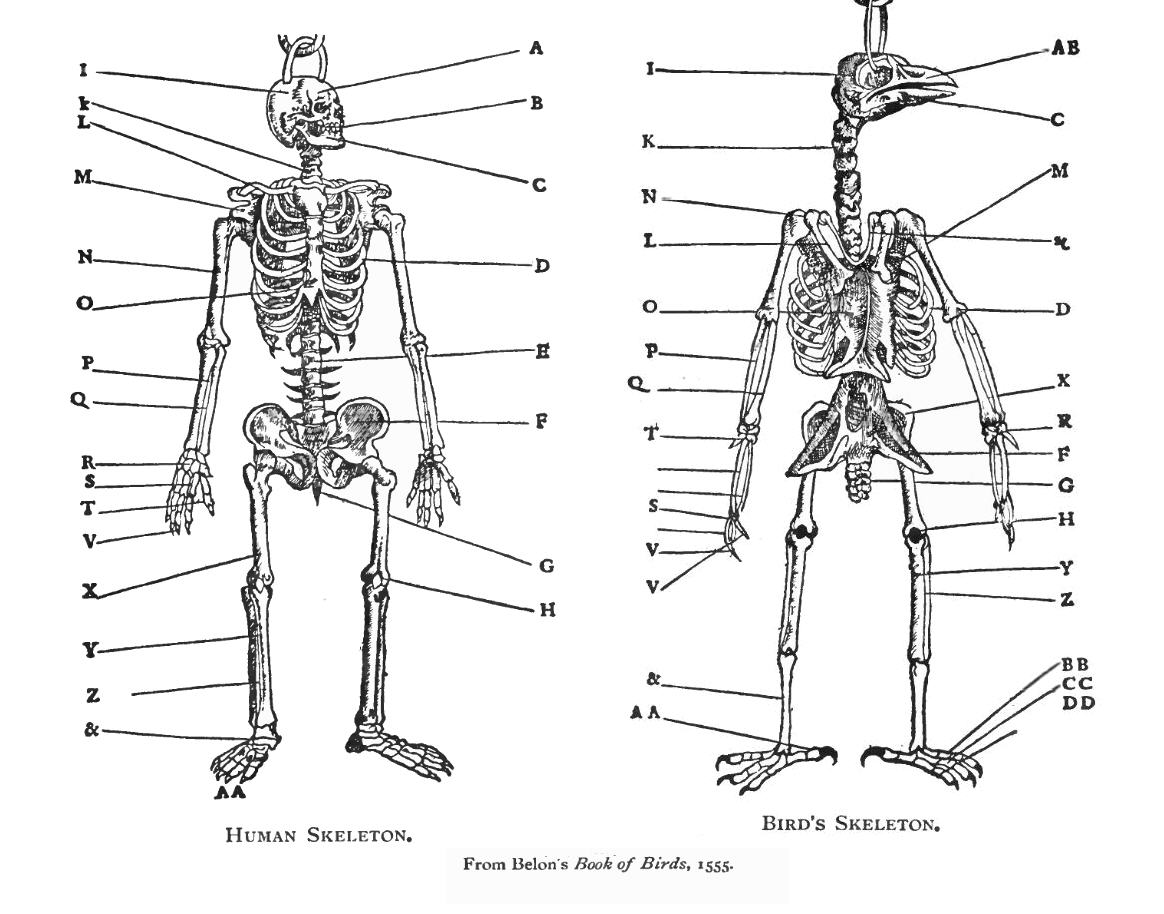
بيير بلون يُقارن الهياكل العظمية لكل من الطيور والبشر في كتابه كتاب الطيور (1555).

في النصف الأول من القرن السابع عشر الميلادي، شجعت الفلسفة الميكانيكية لرينيه ديكارت على استخدام مجازية الكون كآلة، وهو مفهوم سيُغير من الثورة العلمية لاحقاً. بين 1650 و1800، أيّدت بعض النظريات التطورية النظرة التي يَكون فيها الكون - بما في ذلك الحياة على الأرض - قد تطور آلياً بالكامل دون تدخل إلهي. وفي المقابل، معظم النظريات المعاصرة للتطور (مثل تلك التي من غوتفيرد لايبنتز ويوهان غوتفيرد هيردر) تفيد بأن التطور هو أساساً عملية دينية (أي تحدث بعمل الإله). في 1751، سعى بيير لويس ماوبرتويس إلى أرضية أكثر مادية. فقد كتب عن تكيفات طبيعية تحدث خلال التكاثر وتتراكم عبر أجيال عديدة، محدثة تدريجياً فروقاً كبيرة وحتى أنواعاً جديدة، وهو وصف عجّل بشكل عام تكون مفهوم الانتقاء الطبيعي.
لاحقاً في القرن الثامن عشر، اعتقد الفيلسوف الفرنسي جورج دي بوفون - أحد قواد التاريخ الطبيعي للقرن الـ18 - بأن ما يُطلق عليه معظم الناس «الأنواع» ليس في الواقع سوى اختلافات ملحوظة بشكل واضح، تعدلت عن شكل أصلي عن طريق عوامل بيئية. فمثلاً، لقد اعتقدَ بأن الأسود والببور والنمور والقطط المنزلية تملك جميعاً سلفاً موحداً. وقد ذهب إلى أبعد من ذلك بأن الـ200 نوع أو أكثر من الثدييات المعروفين آنذاك قد انحدروا مما يَصل إلى 38 شكل أصلي من الحيوانات. لكن أفكار بوفون التطوري كانت محدودة: فقد اعتقد بأن كلاً من الأشكال الأصلية قد بزغ خلال ولادة عفوية، وأن كلاً منهم وصل إلى شكله عن طريق «تأثيرات داخلية» حددت مقدار التغير. أعمال بوفون (التاريخ الطبيعي وحقب الطبيعة) تحتوي على نظريات متطورة إلى حد جيّد حول بداية مادية بالكامل للأرض إضافة إلى محاكمة أفكاره لتكرارية الأنواع واختلافها، وقد كانت مؤثرة للغاية على النظرة العلمية لهذه الأمور.

## القرن العشرين
تم انتقاد الفكر التطوري في القرن العشرين، وألفت الكثير من البحوث والكتب العلمية في الرد على نظرية التطور من الناحية العلمية، حيث بينت قسم من هذه الكتب في العصر الحديث ضعف النظرية من الناحية العلمية وعدم توافقها مع الاستكشافات الحديثة لعلم الأحفوريات أو عدم تفسيرها للحلقات المفقودة في سلم التطور بشكل علمي، وغير ذلك، ومن الكتب الجيدة في نقد النظرية، كتاب Devils Delusion للبرفسور ديفد برنلسكي. وكذلك محاضرات العالم الأمريكي البروفيسور دوان ت. كيش Duane Gish التي ألقاها في جامعة كاليفورنيا في الرد على نظرية التطور الزائفة، بأسلوب علمي وحضاري، وهو أستاذ اختصاص في علم الكيمياء الحيوية، وله عدة ابحاث في جامعة كورنل ولقد جمعت محاضراته في كتاب (هل تعرضت لغسيل الدماغ؟).
ومن كتبه المهمة أيضا كتاب: (المتحجرات ترد على نظرية التطور بالرفض)، Evolution? The Fossils Say No!

حيث زعم داروين هذه المزاعم والادعاءات في كتابه أصل الأنواع دون أن يكون لها أي سند علمي تقوم عليه، وقد جاء في اعتراف مطول في مقدمة كتابه تحت عنوان «المصاعب التي واجهت النظرية» ما مفاده أنها لم تعثر على إجابات لكثير من الأسئلة المحيّرة.
إن المصاعب التي واجهت نظرية التطور كان من المؤمل أن يزيلها التقدم العلمي، وكان من المنتظر أن تشكل الأبحاث العلمية الحديثة المتقدمة دعماً لنظرية داروين، ولكن النتائج الحديثة والبحوث الطبية جاءت على عكس المتوقّع، فالأسس التي كان يعتمد عليها الفكر التطوري كانت تتهاوى وتتحطم الواحدة تلو الأخرى، وبالرغم من الدّعاية التي روجت لنظرية التطور إلاّ أن عالم الأحياء المشهور ميشيل دانتون ذكر في كتابه (نظرية في أزمة) أسباب انهيار نظرية التطور وأندحارها أمام العلم الحديث، ويمكن تلخيصها كالآتي:
1. لم تتمكن نظرية التطور إلى حد الآن من إيجاد تفسير يستند على أساس علمي عن كيفية بداية الحياة على وجه كوكب الأرض.
2. إن ما عرضته نظرية التطور من آليات للتطور والنشوء والارتقاء لم تكن في حقيقة الأمر مولدة لأي تطور.
3. أثبتت المتحجرات الحديثة عكس ما زعمته سابقًا نظريّة التّطور.

إن عدم صحة ادّعاء ظهور الحياة مصادفة، أثبته العلم في القرن العشرين حيث ان العلم تطوّر تطورا كبيرا وأظهر أنّ تفاصيل حياة الكائنات الحيّة معقدة في تصميمها، وهي ليست على النحو الذي ادّعاه أصحاب نظرية التطور، بل على العكس من ذلك تماما، وكان المفكرون التطوريون يزعمون أن تكوين الخلية الحية بسيط جدا، ويمكن صناعة الخلية من خلال توفير المواد الكيمياوية اللازمة لذلك، بعد مرور فترة من الزمن يمكن الحصول عليها، ولكن التحاليل التي أجريت بواسطة المجهر الحديث خلال القرن العشرين بينت لنا نتائج مختلفة تمامًا، ففي الخلية الحية يوجد برمجة وتصميم معقد بحيث لا يمكن أن تكون عبارة عن مصادفات، إنّ مثل هذا التركيب المعقد للخلية الحية لا يمكن أن يظهر مصادفة للوجود كما ادّعت النظرية، ومثلُها مثل الآلة لا يمكن أن تتكون من تلقاء ذاتها فيجب أن يكون هناك من يصنع وينتج هذه الآلة، وكل الكائنات الحية بأنواعها وجميع الموجودات الأخرى يجب أن يكون لها خالق وصانع، وهذا دليل على وجود الله الذي له القدرة على الخلق.
كما أن وجود الحيوانات والاحياء عموما وتكوّنها غير ممكن عن طريق المصادفة، فكذلك تطوّر الكائنات الحية بعضها إلى بعض غير ممكن، لأن الطبيعة وحدها لا تملك هذه القدرة، فالطبيعة ليست سوى ترابا؛ حجر وهواء وماء، أي أنها عبارة عن تجمّع لذرّات بعضها مع بعض، فالمصادفة تعني أن كومة من هذه المواد غير الحيّة، يمكنها أن تغيّر الخلية الحية إلى سمكة، ومن ثم تخرج السمكة إلى اليابسة وتتحول إلى نوع من أنواع الزواحف، ثم تتحول إلى طائر فيطير، وبعد كل هذا يتكون منها الإنسان، ولكن هذا ما لا تستطيع الطبيعة الجامدة أن تفعله.
إن الفكر التطوري ممكنا في ما يسمى بحركة النشوء والارتقاء (أي التّطور) الآلي. فهناك مفهوم واحد يروج له وهو الحركة الآلية: بمعنى الحركة الطبيعة. فالحركة الطبيعية تعني الانتقاء الطبيعي. ولكن ليس هناك دليل مُشاهد على الحركة الآلية (النشوء والارتقاء) للكائنات الحية. وقد صرّح التطوري الانكليزي بلانتوللوك كولين باترسيون بهذه الحقيقة متأسفا ومعترفا بخطأ النظرية التطورية: (ليس هناك كائن استطاع أن يولّد نوعا جديدا من الأنواع الأخرى بواسطة الحركة الآلية للطبيعة، أي عن طريق النشوء والارتقاء من حيوان إلى آخر، وليس هناك أيّ كائن اقترب من هذا الاحتمال. واليوم هناك جدل كبير في أوساط التطوريين حول هذا الموضوع).
لقد بُنيت نظرية التطوُّر على الملاحظات الشخصية وقوة التخيُّل في ظل تكنولوجيا بدائية، فلم يكن هناك علم الكيمياء الحيوية، ولا علم الوراثة، وهي تعتبر من العلوم الزائفة التي تم الترويج لها لأسباب سياسية فكرية.
وهذه بعض إحدى الحقائق التي وضعت نظرية التطور في أزمة علمية في القرن العشرين، وبالإضافة إلى ذلك فإن أيّا من العلماء والمفكرون التطوّريين لم يقم بإثبات كون المخلوقات الحية ظهرت مُصادفة لحد الآن.

## في آخر القرن العشرين

### علم الأحياء الاجتماعيّ
ساهمت أعمال و. د. هاملتون عن انتقاء الأقرباء في نشوء علم الأحياء الاجتماعي. كان وجود السلوك الإيثاريّ مشكلة صعبة بالنسبة للمُنظِّرين التطوريّين منذ البداية. وعندما صاغ هاملتون فكرة التفاوت في انتقاء القرابة المعروفة بقاعدة هاملتون، والتي أظهرت أن السلوكيات الاجتماعيّة العليا في الحشرات (وجود طبقات عاملة عقيمة) وغيرها من الأمثلة على السلوك الإيثاريّ قد يكون متطورًا من انتقاء القرابة. تبعت ذلك نظريات أخرى، بعضها مشتق من نظرية الألعاب مثل الإيثار المتبادل. في 1975، نشر إدوارد أوسبورن ويلسون كتابه المؤثِّر والمثير للجدل «علم الأحياء الاجتماعيّ: التركيب الجديد» والذي ادَّعى أن النظرية التطوريّة يمكنها تفسير العديد من جوانب سلوك الحيوان، ومنهم الإنسان. يدَّعي منتقدو علم الأحياء الاجتماعيّ، مثل ستيفن جاي غولد وريتشارد ليووينتين، أن علم الأحياء الاجتماعيّ بالغ في تقدير الدرجة التي يمكن أن يتأثر فيها السلوك البشريّ المُعقَّد بالعوامل الوراثيّة. كما أنهم ادَّعوا أن نظريات علماء الأحياء الاجتماعيّة عكست تحيُّزاتهم الأيديولوجية. بالرغم من هذه الانتقادات، استمر العمل في علم الأحياء الاجتماعيّ ومجال علم النفس التطوريّ المتعلِّق به، للنظر في مشكلة الإيثار وجوانبها المختلفة.

### مسارات وعمليات التطور
كانت إحدى أبرز الجدالات التي نشأت من سبعينات القرن الماضي حول نظرية التوازن النقطي. اقترح نايلز إيلدردج وستيفن جاي غولد أن هناك نمطًا من الأنواع الأحفوريّة تبقى دون تغيُّر لفترة طويلة (وأطلقوا على ذلك الركود)، تتقاطع تلك الفترة مع فترات سريعة من التغيُّر خلال الانتواع. أدى التحسُّن في وسائل التسلسل إلى زيادة في القدرة على تسلسل المحتوى الوراثيّ، مما سمح باختبار وتعديل نظريات التطور باستخدام البيانات الهائلة عن المحتوى الوراثيّ. كما وفَّرت المقارنات بين هذه المحتويات الوراثيّة إيضاحات عن الآليات الجزيئيّة للانتواع والتكيُّف.

## في القرن الحادي والعشرين

### التطور الصغرويّ والتطور الكبرويّ
من ركائز علم وراثة الجماعات منذ نشأته أن التطور الكبرويّ (أي تطوُّر الفروع الحيويّة الفيلوجينيّة على مستوى النوع وأعلى) كان نتاج آليات التطور الصغرويّ (التغيُّر في تواتر الجين في الجماعات) الذي يعمل على مدار فترة ممتدة من الزمن. خلال العقد الأخير من القرن العشرين، أثار بعض علماء الإحاثة سؤالًا حول مدى تأثير عوامل أخرى مثل انتقاء الجماعات والتوازن النقطي، والتي تعمل على مستوى الأنواع الكاملة وحتى على مستوى فروع فيلوجينيّة أكبر، من أجل شرح أنماط التطور الظاهرة بالتحليل الإحصائيّ والسجل الأحفوريّ. وقُبيل نهاية القرن العشرين اقترح بعض الباحثين في الأحياء النمائيّة التطوريّة أن التفاعلات بين البيئة والعمليات النمائيّة قد تكون مصدر بعض المستحدثات التركيبيّة المرئيّة في التطور الكبرويّ، لكن غيرهم من الباحثين احتفظ بالآليات الجينيّة المرئيّة على مستوى الجماعات واعتبروها كافية لتفسير التطور الكبرويّ.

### الوراثة فوق الجينيّة
علم التخلُّق هو دراسة التغيُّرات الموروثة في التعبير الوراثيّ أو النمط الظاهريّ الخلويّ، المُسبَّبة بآليات أخرى غير التغيُّر في تسلسل الدنا. قبل بداية العقد الأول من القرن الحادي والعشرين، صارت الآليات فوق الجينيّة مقبولة وجزءً ضروريًّا من الأصل التطوريّ للتمايز الخلويّ. بالرغم من أن الوراثة فوق الجينيّة في الكائنات متعددة الخلايا تُعتبر آلية مُتضمَّنة في عملية التمايز حيث ترقد الأنماط فوق الجينيّة في تناسل الكائن، كان هناك بعض الملاحظات عن الوراثة فوق الجينيّة عبر الأجيال. يُظهر ذلك أنه في بعض الحالات، هناك تغيُّرات لاجينيّة تحدث للكائن، ويمكن أن تورَّث، ويُقترَح أن هذه الوراثة تساعد على التكيُّف مع الأحوال المحليّة وتؤثِّر على التطور. يقترح البعض أنه في عدد من الحالات، قد يحدث شكلٌ من أشكال التطور اللاماركيّ.

### التركيبيّة التطوريّة الممتدة
تقول فكرة التركيبيّة التطوريّة الممتدة بأهمية مد التركيب الحديث للقرن العشرين ليشمل مفاهيم وآليات مثل نظرية الانتقاء متعدد المستويات والوراثة فوق الجينيّة عبر الأجيال وبناء الموطن والقابليّة للتطور.